# 숀 매킨

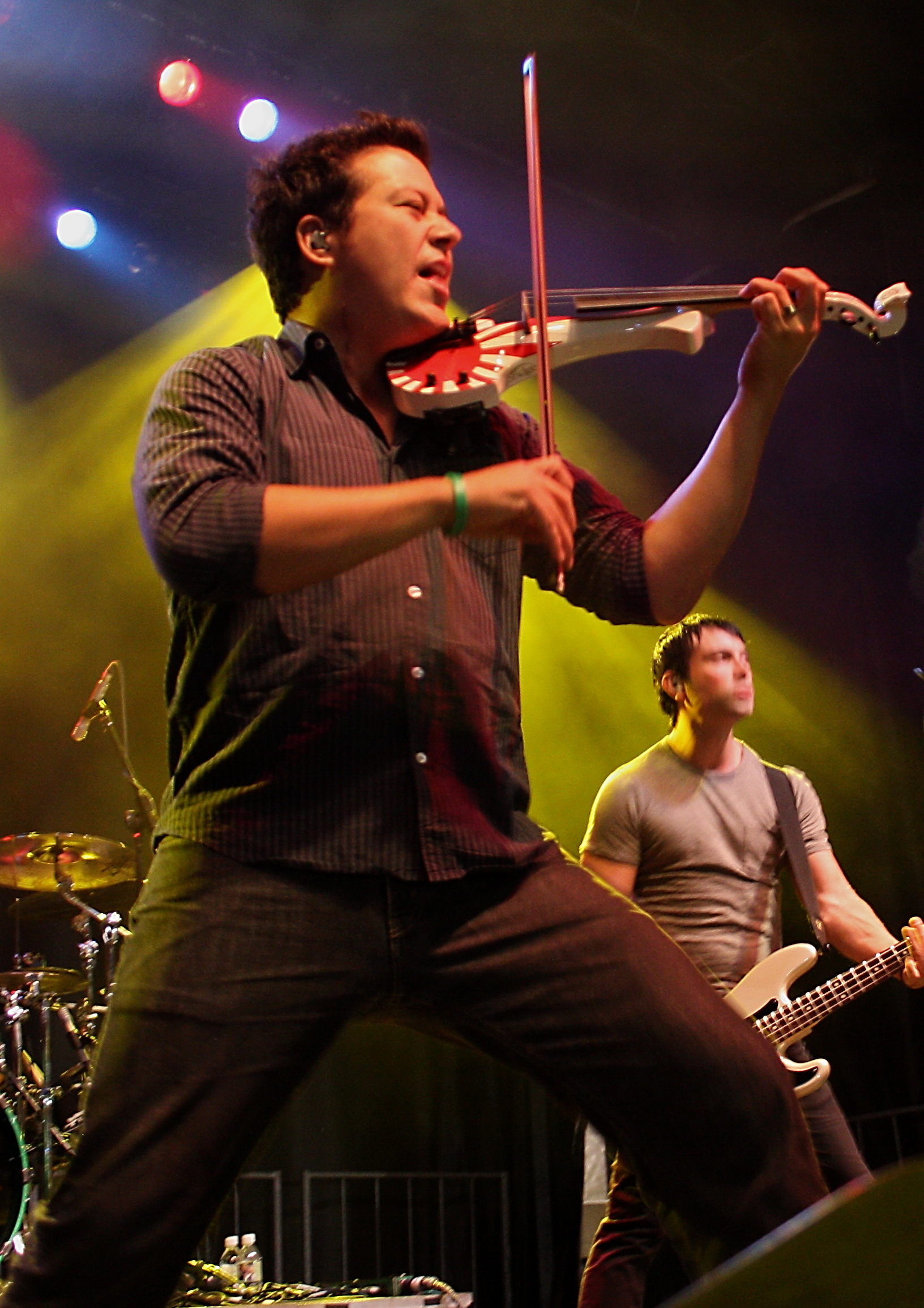

숀 매킨(Sean Mackin, 1979년 4월 30일~ )은 옐로카드의 바이올리니스트, 서브 보컬을 맡고 있는 아일랜드-일본계 미국인이다.